# Фантазёры из деревни Угоры
«Фантазёры из дере́вни Уго́ры» — российский мультфильм 1994 года режиссёра Леонида Носырева в стихах. Был создан под конец 1993 года, при жизни Евгения Леонова, став его последней работой в мультипликации.
Рыжий мальчик Антошка является «визитной карточкой» Леонида Носырева. До «Фантазёров из деревни Угоры» режиссёр использовал этого персонажа в мультфильмах «Антошка», «Два весёлых гуся» и «Рыжий, рыжий, конопатый», где также появились и другие главные персонажи «Фантазёров».

## Сюжет
Сказка, в которой друзья Дед, его внук Антошка и два весёлых гуся вступают в противоборство с Бабой Ягой, её котом Мяучером, Кощеем Бессмертным и Змеем Горынычем.

## Съёмочная группа
| Роль                                    | Исполнитель |
| --------------------------------------- | --- |
| Автор сценария, кинорежиссёр и художник | Леонид Носырев |
| Художник-постановщик                    | Вера Кудрявцева-Енгалычева |
| Композитор                              | Евгений Ботяров |
| Кинооператор                            | Александр Чеховский |
| Звукооператор                           | Борис Фильчиков |
| Монтажёр                                | Ольга Василенко |
| Ассистент режиссёра                     | Елена Черёмушкина |
| Ассистент оператора                     | Елена Кунакова |
| Аниматоры:                              | Анатолий Абаренов, Галина Зеброва, Марина Восканьянц, Иосиф Куроян, Вячеслав Каюков (в титрах указан ошибочно как Б. Каюков), Эльвира Маслова |
| Художники:                              | Светлана Давыдова, Н. Белова, И. Евдокимова, Людмила Бирюкова, Олег Пидан                                                                     |
| Редактор                                | Наталья Абрамова |
| Директор съёмочной группы               | Галина Волкова |

## Роли озвучивали
| Актёр               | Роль                                     |
| ------------------- | ---------------------------------------- |
| Мария Виноградова   | Антошка / Белый гусь                     |
| Евгений Леонов      | дед Антошки                              |
| Клара Румянова      | Серый гусь / Тьмутараканька              |
| Кира Смирнова       | Баба-яга                                 |
| Георгий Вицин       | Кащей Бессмертный                        |
| Владимир Ферапонтов | первая голова Змея Горыныча              |
| Юрий Волынцев       | вторая голова Змея Горыныча              |
| Всеволод Ларионов   | третья голова Змея Горыныча / кот Мяучер |
| Дмитрий Назаров     | голос «ЭФУ»                              |